# Johnny Hazzard
Johnny Hazzard (tên khai sinh: Frankie Valenti) sinh ngày 21 tháng 9 năm 1977 là một diễn viên phim khiêu dâm đồng tính, người mẫu và là nghệ sĩ thu âm người Mỹ thuộc hãng phim Rascal Video. Nhiều bộ phim của anh được đạo diễn bởi Chi Chi LaRue. Vào tháng 8 năm 2008, anh đã thực hiện bộ phim lưỡng giới gây tranh cãi là Shifting Gears, nhưng anh chỉ diễn chung với bạn diễn nam. Ngoài ra, anh còn là nhà phê bình âm nhạc cho tạp chí Frontiers và xuất hiện bộ phim truyền hình The Lair của kênh here! với tên khai sinh của mình, Frankie Valenti.

## Những bộ phim đáng chú ý
- A Night At Bruno's (2004)
- Bolt (2004)
- Deceived (2004)
- Detention (2003)
- Köllide (2004)
- Wrong Side of the Tracks Part 1&2 (2005)

## Giải thưởng
Adult Erotic Gay Video Awards
- 2003
  - Cảnh Làm tình Nhóm Xuất sắc Nhất với Matt Summers, Logan Reed, Chad Hunt, Matt Majors, Andy Hunter, và Mike Johnson trong Detention, Rascal Video
- 2004
  - Cảnh Làm tình Đôi Xuất sắc Nhất với Zak Spears trong Bolt, Rascal Video; chia sẻ với Tag Adams và Aiden Shaw trong Perfect Fit, Hot House Entertainment
  - Cảnh Làm tình Nhóm Xuất sắc Nhất với Rod Barry, Theo Blake, Alex Lemonde, Kyle Lewis, Dillon Press, Troy Punk, Shane Rollins, Rob Romoni, Anthony Shaw, và Sebastian Tauza trong Bolt
- 2006
  - Người Trình diễn Xuất sắc Nhất với Brad Benton
  - Cảnh Làm tình Ba người Xuất sắc Nhất với Marcus Iron và Tommy Ritter trong Wrong Side of the Tracks Part One, Rascal Video

GayVN Awards
- 2004
  - Cảnh Làm tình Nhóm Xuất sắc Nhất với Matt Summers, Logan Reed, Chad Hunt, Matt Majors, Andy Hunter, và Mike Johnson trong Detention, Rascal Video
- 2005
  - Cảnh Làm tình Nhóm Xuất sắc Nhất với Rod Barry, Theo Blake, Alex Lemonde, Kyle Lewis, Dillon Press, Troy Punk, Shane Rollins, Rob Romoni, Anthony Shaw, and Sebastian Tauza trong Bolt
- 2006
  - Diễn viên Nam Xuất sắc Nhất trong Wrong Side of the Tracks Part One và Part Two, Rascal Video
  - Cảnh Làm tình Đôi Xuất sắc Nhất với Tyler Riggz trong Wrong Side of the Tracks Part One, Rascal Video
  - Cảnh Làm tình Solo (Tự sướng) Xuất sắc Nhất' trong Wrong Side of the Tracks Part One, Rascal Video

## Người mẫu
- Lịch ảnh Chi Chi LaRue: XXXclusive 2007 (2007, Lịch ảnh 12 tháng) ISBN 3-86187-731-7
- Chi Chi LaRue's warning (2005, 128 trang)
- Chi Chi LaRue: Live and Raw (2004, 80 trang)
- Chi Chi LaRue's Bolt: The Book
- Rascal Magazine: Special Collector's Edition (128 trang)
- Adam Gay Video 2004 Directory—Xuất ảnh trên ảnh bìa với Matt Summers và Kyle Kennedy

## Sự nghiệp âm nhạc
Hazzard đã phát hành đĩa đơn đầu tay của mình mang tên, "Deeper Into You," vào năm 2006.

## Chú tích
1. 1 2  Knox, Ken (tháng 10 năm 2008). "Dark Desires" (PDF). Unzipped. tr. 39–41. Bản gốc (PDF) lưu trữ ngày 16 tháng 9 năm 2008. Truy cập ngày 30 tháng 7 năm 2011. In addition to series regulars Vox and Colton Ford (as hunky Sheriff Trout) the second season of The Lair boasts star turns from Unzipped cover model Johnny Hazzard (under his real name, Frankie Valenti), and retired adult performer and Men model Chris Crawford. {{Chú thích báo}}: Đã định rõ hơn một tham số trong |accessdate= và |access-date= (trợ giúp); Đã định rõ hơn một tham số trong |archivedate= và |archive-date= (trợ giúp); Đã định rõ hơn một tham số trong |archiveurl= và |archive-url= (trợ giúp)
2. ↑  "Interview: Johnny Hazzard". Bản gốc lưu trữ ngày 6 tháng 8 năm 2007. Truy cập ngày 30 tháng 7 năm 2011.
3. ↑  "Deeper Into You (Single)". Bản gốc lưu trữ ngày 10 tháng 11 năm 2007. Truy cập ngày 30 tháng 7 năm 2011.